# Museu de Arqueologia de Xingó
O Museu de Arqueologia de Xingó (MAX) é um museu localizado em Canindé de São Francisco, Sergipe, Brasil. Pertence à Universidade Federal de Sergipe.
Criado em 2000, tem como objetivo expor, preservar o patrimônio arqueológico de Xingó.
O museu foi desenvolvido pela Universidade Federal de Sergipe (UFS), em parceria Companhia Hidro Elétrica do São Francisco (Chesf). A parceria surgiu após um programa de salvamento arqueológico na Usina Hidrelétrica de Xingó. Seu acervo contém peças de arte rupestre, esqueletos humanos e diversos utensílios descobertos durante pesquisas em sítios arqueológicos da região.

## Acervo
A coleção do MAX é formada por mais de 50 mil peças e obras. A exposição destaca como as peças históricas e artefatos antigos foram elaborados, incluindo a explicação das práticas utilizadas para a construção das peças.
Há, ainda, no museu um programa educativo para o público, que tem como objetivo explicar e problematizar os conteúdos da Pré-História, a fim de conscientizar as pessoas sobre a importância da preservação do patrimônio cultural histórico. Além disso, o museu trabalha com uma linha editorial de produção, a qual tem como principal produto a revista cientifica Canindé.
O MAX é dividido em dois setores distribuídos em prédios diferentes: a unidade de exposições, que tem cerca de 800 metros quadrados e um laboratório de pesquisa, que tem cerca de 1.600 metros quadrados.
Na primeira área, é possível encontrar seções como a da arte rupestre, material lítico (elaborado em pedras), cerâmico e malacológico (elaborado de conchas e ossos).